# NGC 6419
NGC 6419 је спирална галаксија у сазвежђу Змај која се налази на NGC листи објеката дубоког неба.
Деклинација објекта је + 68° 9' 21" а ректасцензија 17h 36m 5,6s. Привидна величина (магнитуда) објекта NGC 6419 износи 14,8 а фотографска магнитуда 15,7. NGC 6419 је још познат и под ознакама UGC 10924, MCG 11-21-12, CGCG 321-24, PGC 60543.